# 高木清秀

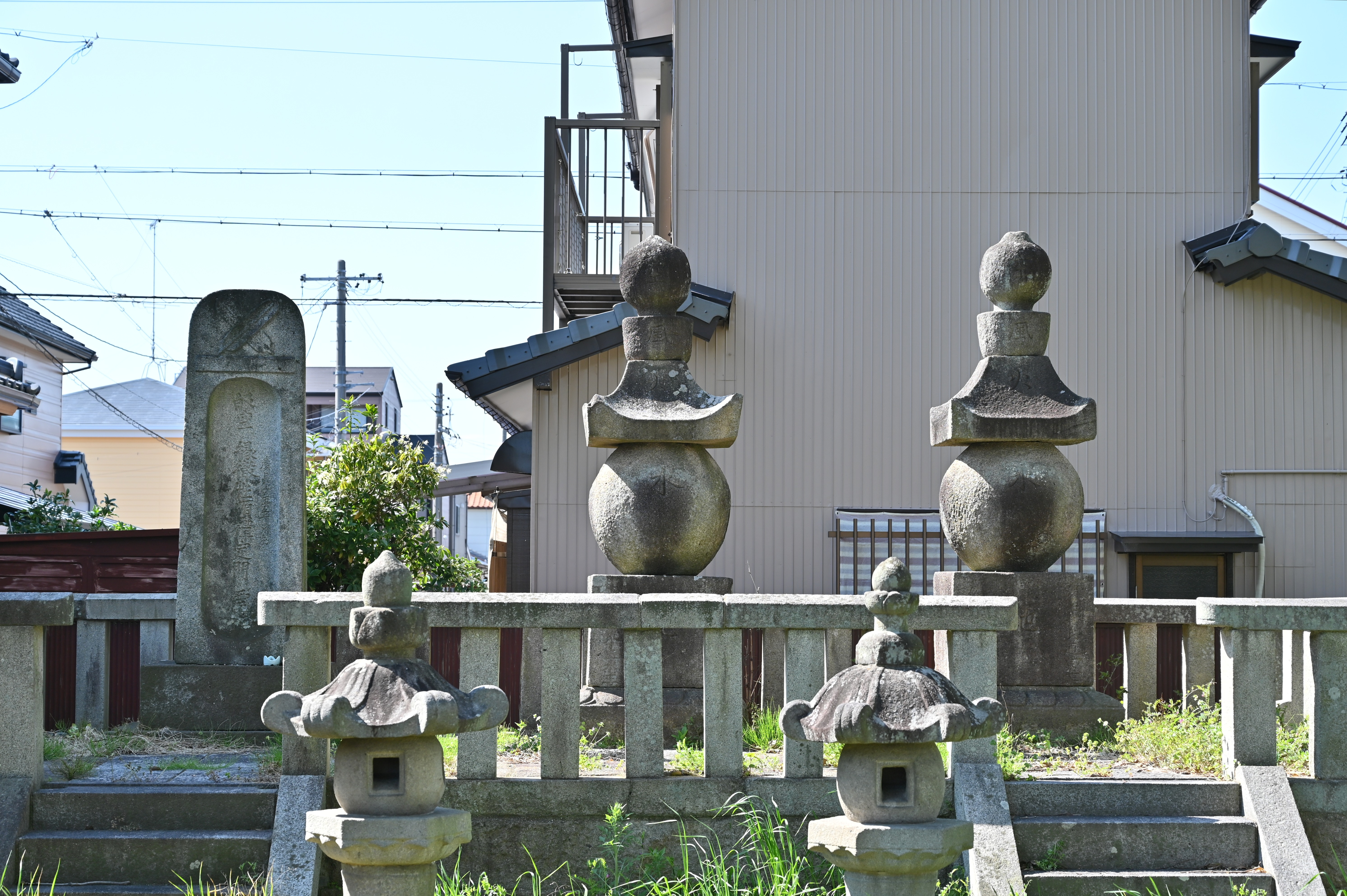
妙源寺にある高木清秀の墓（右）

高木 清秀（たかぎ きよひで）は、戦国時代の武将。織田家、徳川家の家臣。徳川十六神将の一人。家紋は「高木鷹の羽」。

## 生涯

### 織田家臣時代
水野信元に属し、尾張緒川に住す、と『寛永諸家系図伝』にあるが、元来は三河の出身という。若年の頃、信元の下を去って織田信秀に属し、天文17年（1548年）の第二次小豆坂の戦いで高名という。その後、再び信元に属し、刈屋の戦い、石瀬の戦い、姉川の戦い、長島攻め、長篠の戦いなどに従軍する。特に石瀬の戦いでは大功を立てたという。清秀は石瀬合戦で家康の重臣・石川数正と7度にわたり槍を交えた。永禄6年（1563年）秋に三河一向一揆が蜂起し、家康は苦戦を強いられる。信元は甥の家康を救援するために出馬し、これに従った清秀は一揆勢を相手に奮戦、浅手を負った。一揆を鎮圧した家康は、翌永禄7年（1564年）6月、清秀が水野家に属しているのもかかわらず、高木氏の故地三河大岡郷領知の判物を与え、その働きを賞した。天正2年（1574年）7月、第三次伊勢長島攻めに出陣し、先頭を進み、敵陣に切り込んで一揆の主魁・盛林坊を討ち取って武名を響かせた。しかし、この合戦で嫡男の光秀を失っている。また、『日本戦史 長篠役補伝』第五十八には高木清秀と真田昌輝が鑓を合わせたという記述がみられる。
天正3年（1575年）に信元が武田勝頼に内通した罪により信長によって殺されると、佐久間信盛の与力となる。天正4年（1576年）より信盛は大坂攻めを担当するが、清秀はそれに従って天王寺城に入り、しばしば大坂の一揆と戦った。天正8年（1580年）8月佐久間父子譴責状中に、信盛が三河にも与力を持っていたことが書かれているが、この清秀を指すのであろう。信盛に従って、対大坂だけでなく、松永攻め、有岡攻めにも活躍したという。しかし、その信盛も天正8年（1580年）に信長によって追放されたため、おそらく信長直属の家臣として仕えるようになった、と思われるが、この頃の行動は全く伝わっていない。

### 徳川家臣時代
天正10年（1582年）に信長が死去すると、10月24日、甲府新府にて徳川家康に謁して主従関係を結び、尾張・三河・遠江に采地千石を与えられたという。その下で小牧・長久手の戦いや小田原征伐に参加する。天正18年（1590年）8月、武蔵・上総・相模にて5千石を知行する。文禄3年（1594年）に三男の正次に家督を譲って相模国海老名に隠居の身になったが、慶長5年（1600年）の戦乱の時、下野小山へ伺候して徳川秀忠より羽織を賜ったという。
慶長15年（1610年）7月13日に死去。享年85。
生涯に45ヵ所の疵を受けた。
武勇に優れ、戦場で数々の逸話を残していることから、徳川十六神将の一人として数えられている。また、息子の正次は江戸幕府創設後、河内国丹南藩の藩主となり、高木氏は丹南藩として明治維新まで存続した。